# Goldhut von Ezelsdorf/Buch
Koordinaten: 49° 19′ 31″ N, 11° 21′ 53″ O

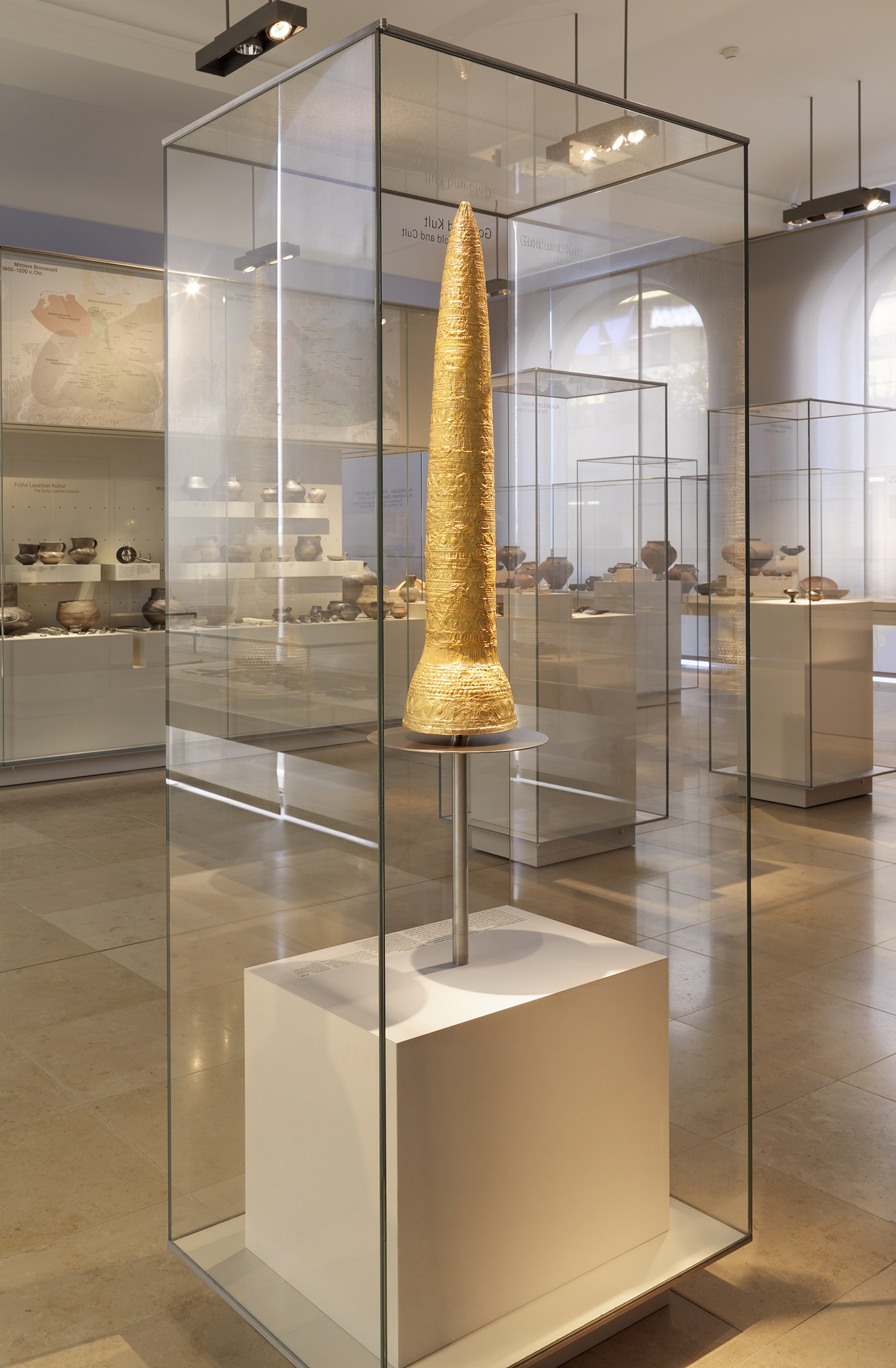
Goldhut von Ezelsdorf/Buch, Bronzezeit/Urnenfelderzeit, Germanisches Nationalmuseum in Nürnberg

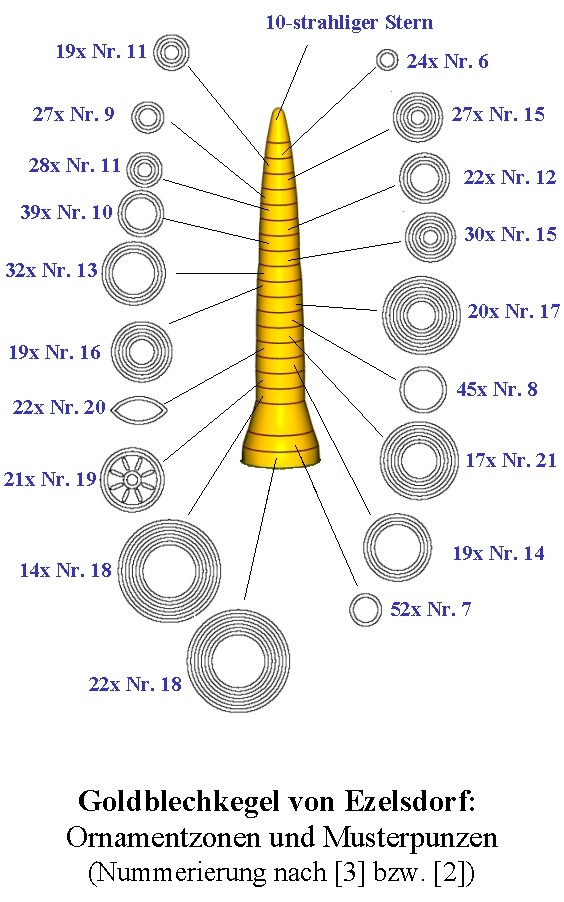
Goldhut von Ezelsdorf/Buch – Ornamentbänder und zugehörige Stempelmuster

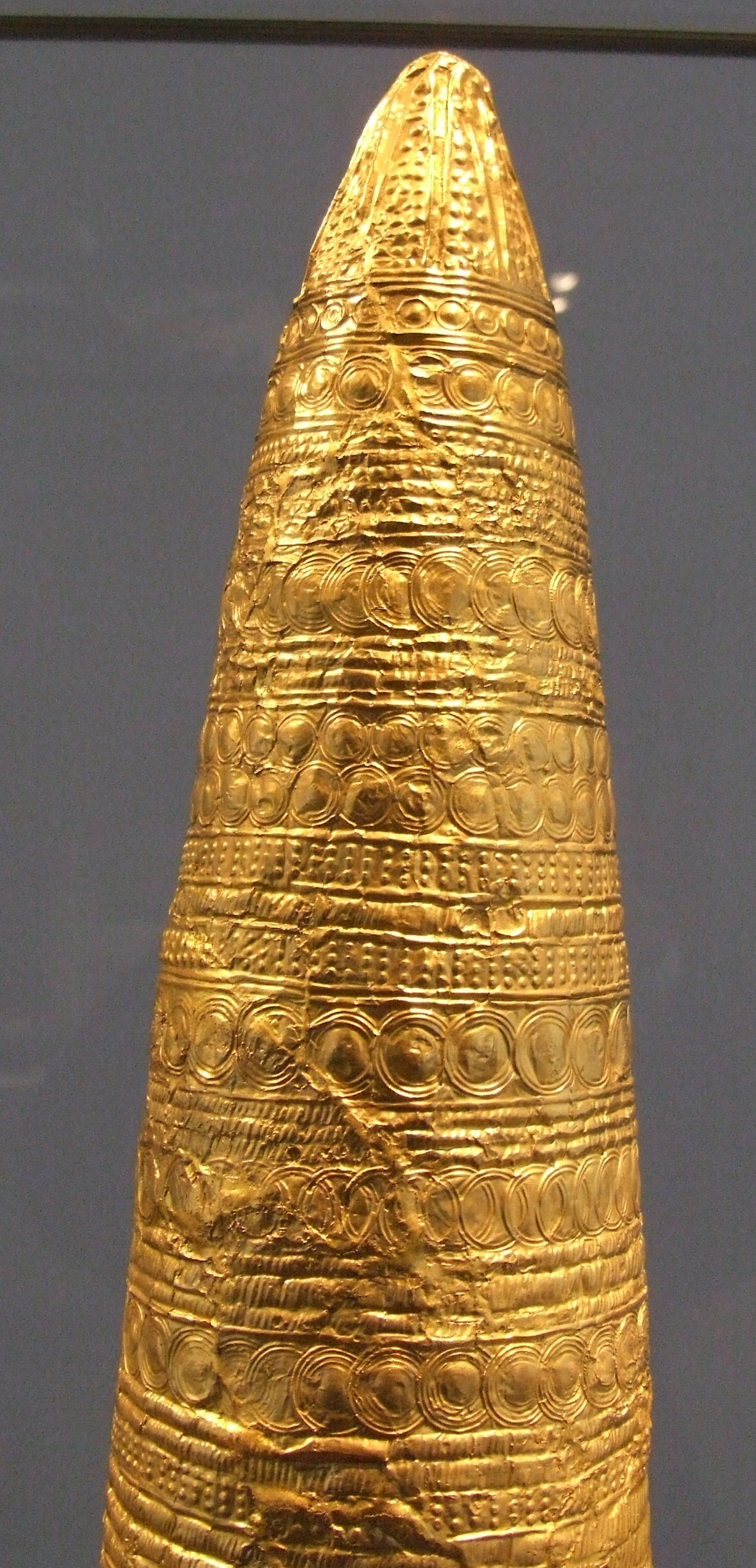
Goldhut von Ezelsdorf/Buch Spitze

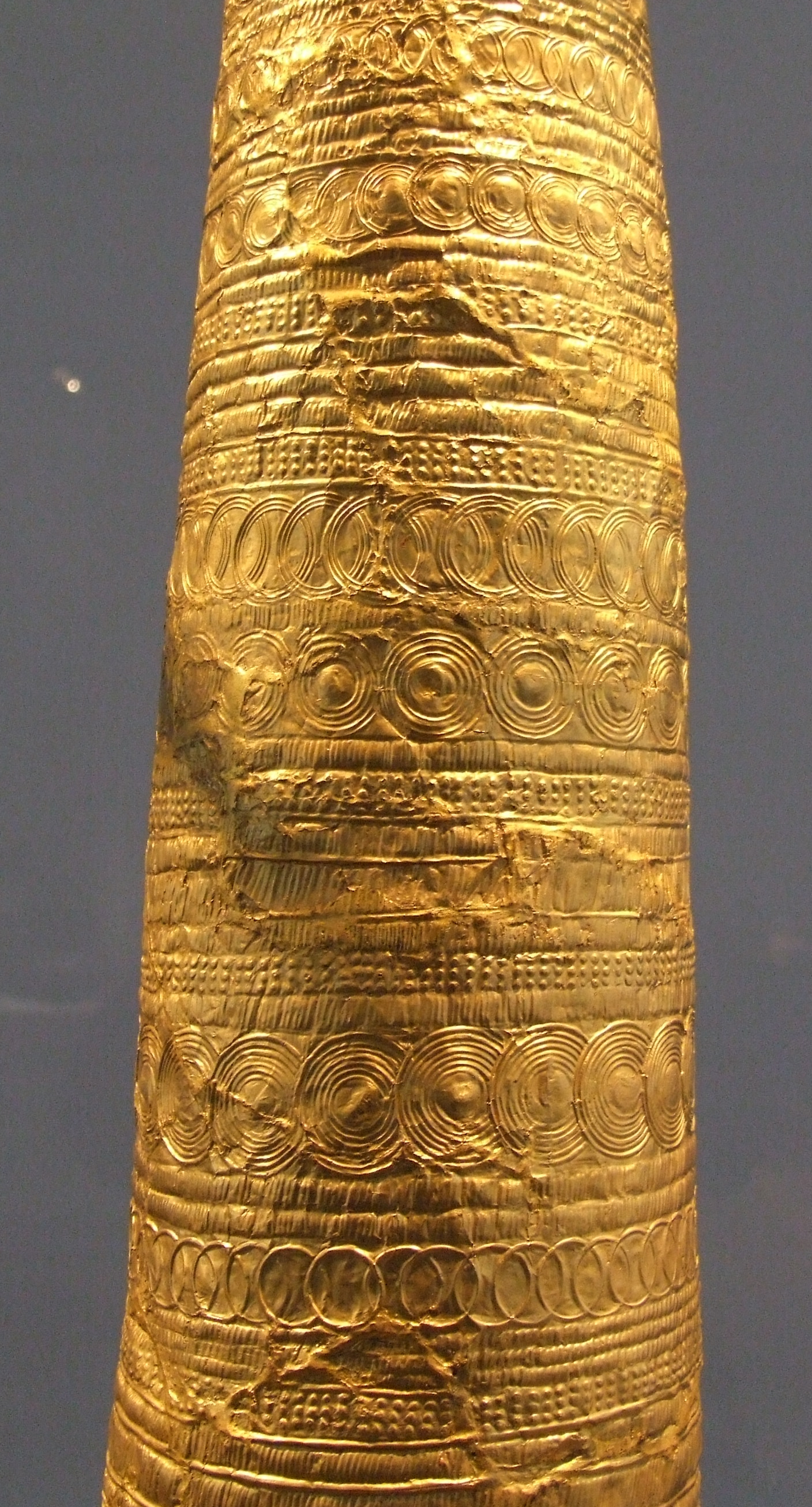
Oberer Teil des Schaftes

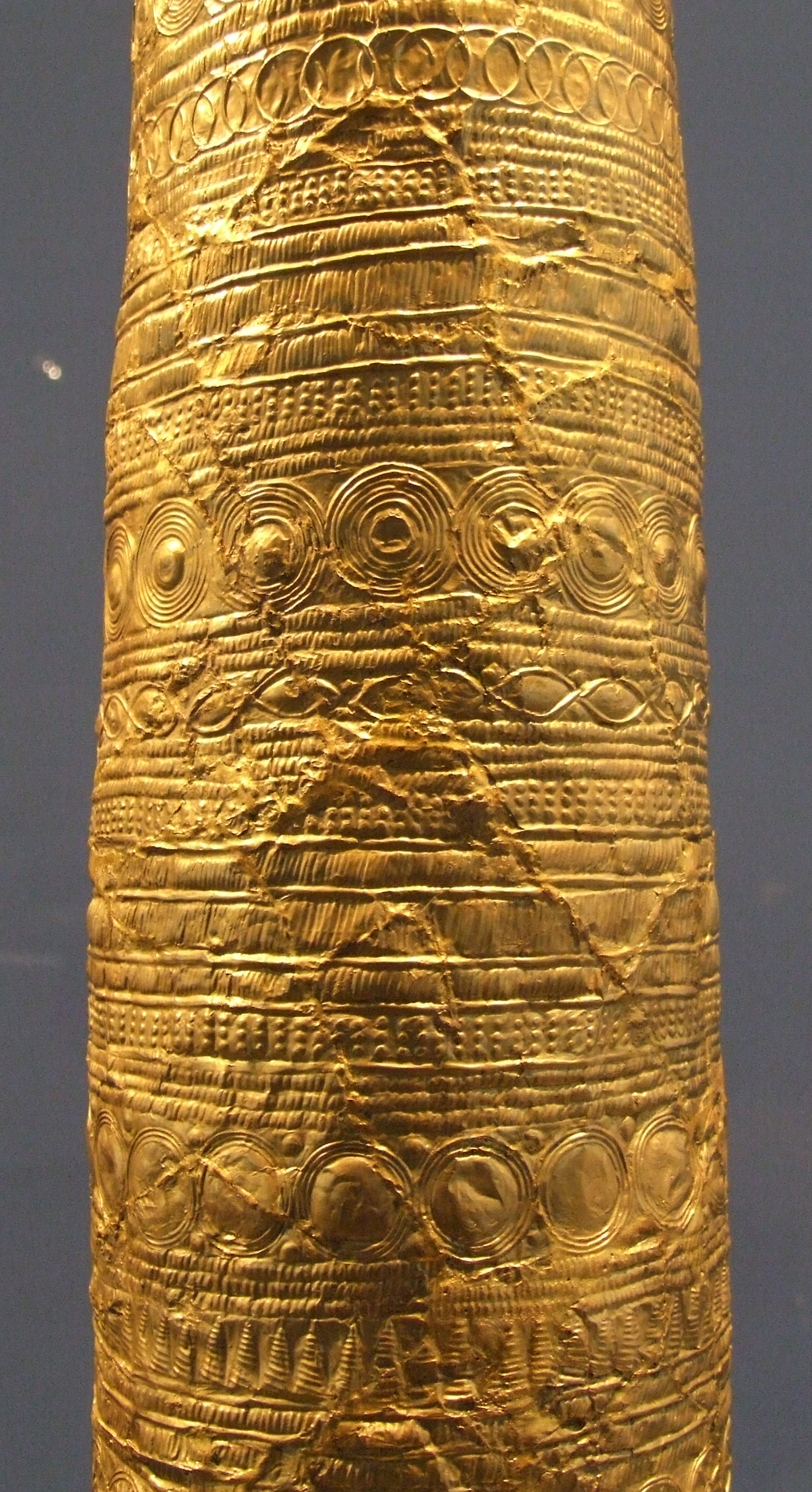
Unterer Teil des Schaftes

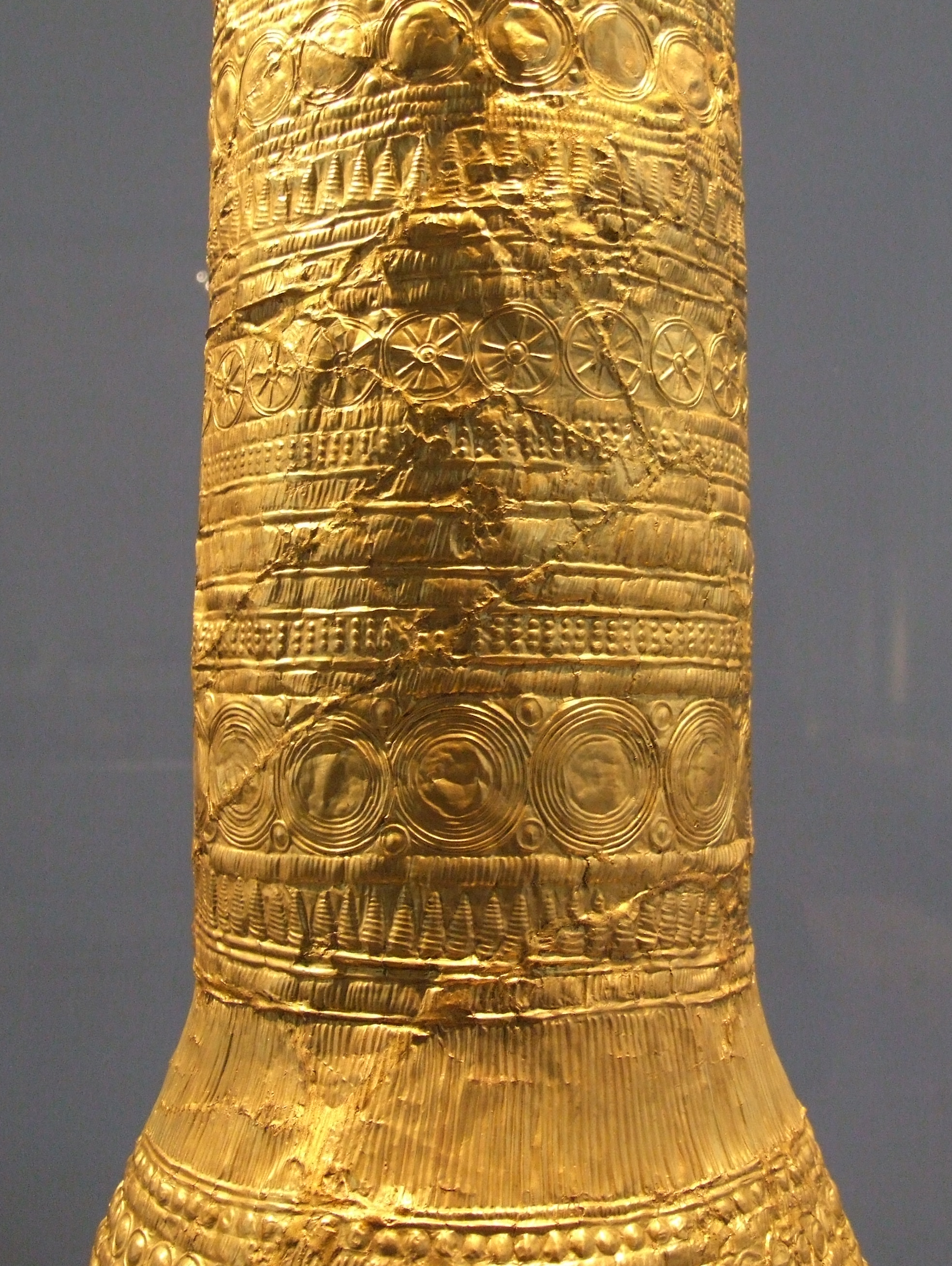
Übergang vom Schaft zur Basis

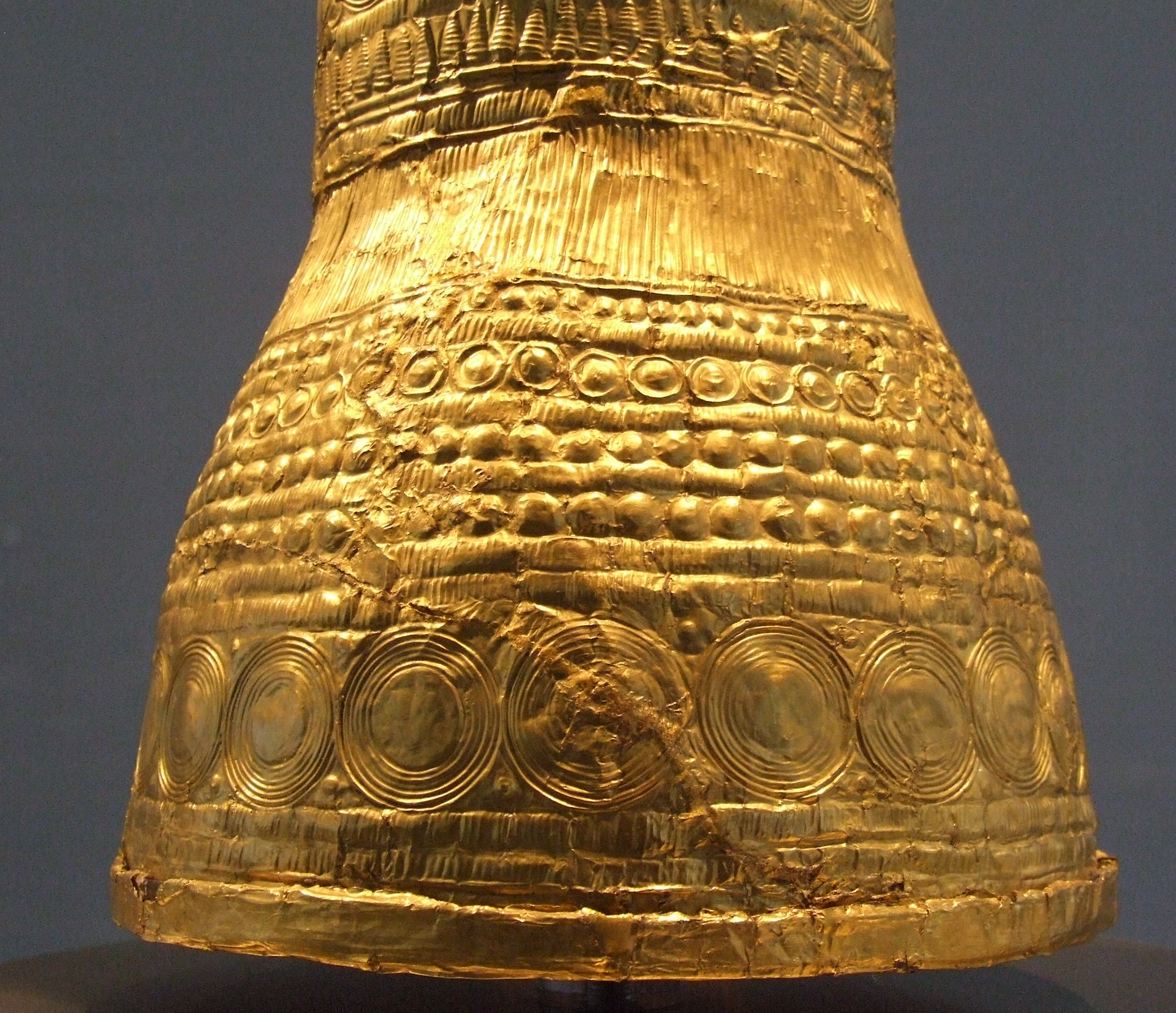
Basis

Der Goldhut von Ezelsdorf/Buch ist ein bronzezeitliches Artefakt aus dünnem Goldblech. Er diente als äußere Schmuckverkleidung einer langschäftigen Kopfbedeckung mit Krempe, die vermutlich aus organischem Material bestand und das außen liegende, dünne Goldblech mechanisch stabilisierte.

## Einordnung
Das Exemplar von Ezelsdorf/Buch gehört zu einer Gruppe von inzwischen drei bekannten, kegelförmigen Goldhüten aus der Bronzezeit, die im Verlauf des 19. und 20. Jahrhunderts im süddeutschen Raum (Goldener Hut von Schifferstadt und Goldblechkegel von Ezelsdorf/Buch) und in Frankreich (Goldblechkegel von Avanton) in mehr oder weniger gutem Erhaltungszustand gefunden wurden. Hinzu kommt, als viertes Exemplar, der Berliner Goldhut, der 1996 im Kunsthandel auftauchte, dessen ursprünglicher Fundort nicht bekannt ist, aber ebenfalls im süddeutschen Raum oder in der Schweiz vermutet wird.
Man geht heute davon aus, dass die Goldhüte religiöse Insignien von Göttern bzw. von Priestern eines in der späten Bronzezeit in Mitteleuropa verbreiteten Sonnenkultes waren. Diese Auffassung wird durch die bildliche Darstellung eines als Kegelhut interpretierten Gegenstands auf einer Steinplatte aus dem Grab von Kivik in Schonen, Südschweden in eindeutig religiös-kultischem Zusammenhang untermauert.
Nach teilweiser Entschlüsselung des Ornamentkanons der kegelförmigen Goldhüte vom Typus Schifferstadt werden den Goldhüten heute neben ihrer repräsentativ-kultischen Funktion weitreichende Kalendereigenschaften zugeschrieben. Ob sie tatsächlich als Kalender genutzt wurden oder ob sie das zugrunde liegende astronomische Wissen lediglich darstellen, ist ungeklärt.
Der Goldhut von Ezelsdorf/Buch wurde als Depotfund ohne Beifunde, die eine genauere Datierung ermöglichten, geborgen. Anhand des Ornamentvergleichs mit anderen, genauer zu datierenden Fundstücken wird die Zeit seiner Herstellung auf die ausgehende Bronzezeit (Urnenfelderkultur), ca. 1000–900 v. Chr. datiert.

## Beschreibung
Der Goldhut von Ezelsdorf/Buch ist ein mit Punzstempeln und Ornamenträdchen verzierter, 310 g schwerer Goldblechkörper mit langem, schlankem Schaft und abgesetztem und gebauchtem Fuß. Der untere Rand ist um einen ca. 1,8 cm breiten Ring aus flachem Bronzeblech gebördelt. Die ursprünglich vorhandene Hutkrempe fehlt.
Nach der zweiten Restaurierung 1976 beträgt die Gesamthöhe des Kegels 88,5 cm.
Der Hohlkegel ist über die ganze Länge mit horizontalen Zier- und Rahmenbändern flächendeckend ornamentiert. Dabei wurden 21 verschiedene Punzstempel und 6 verschiedene Ornamenträdchen verwendet. Die horizontalen Bänder wurden systematisch mit sich wiederholenden, gleichartigen Stempelmustern verziert.
Die einzelnen Ornamentbänder wurden durch Rippen und Treibwülste optisch getrennt. In den Ornamentbändern finden sich hauptsächlich Buckel- und Kreismotive, die über einen kreisförmigen Innenbuckel verfügen und mit bis zu sieben Außenringen eingefasst sind.
Daneben treten häufig Zierbänder mit dreifach gekoppelten Punktbuckeln (12 solcher Punktbuckelbänder gegenüber 20 Bändern mit Kreismotiven) auf. Als Besonderheit ist das jeweils einmalige Auftreten eines Zierbandes, bestehend aus achtspeichigen Rädern bzw. aus augen- bzw. mandelförmigen Buckeln, zu würdigen. Die Kegelspitze wird von einem zehnstrahligen unkonturierten Stern bekrönt, dessen Hintergrund mit Punktbuckeln unterlegt ist.
Eine Übersicht über die Gestalt des Hutes sowie Art und Anzahl der in den jeweiligen Ornamentzonen verwandten Musterpunzen zeigt die nebenstehende Abbildung.
Der Schaft geht in einem breiten, senkrecht geriffelt strukturierten Band in den Kegelfuß über, der mit ähnlichen Motiven versehen ist. Als Standring diente ein Band aus Bronzeblech, um das der Krempenrand des Goldblechs gebördelt wurde.
Mitgefunden wurde ein weiteres stabförmiges Bronzefragment (32 mm lang, 2,8 × 1,4 mm breit), das möglicherweise verschieblich am Hut angeordnet war und dessen Funktion in der Fachliteratur unterschiedlich, nämlich als mögliches Zeigerelement oder als Krempenverstärkung interpretiert wird.

## Kalenderfunktion
Nach Ansicht Wilfried Menghins weisen die Goldhüte vom Typus Schifferstadt, zu denen auch der Goldhut von Ezelsdorf/Buch gehört, eine systematische Abfolge in Anzahl und Art der in den einzelnen Zierbändern verwendeten Ornamente auf. Basierend auf Untersuchungen am vollständig erhaltenen Berliner Goldhut postuliert Menghin für die Ornamente der Goldhüte eine astronomische Kalenderfunktion auf Basis eines lunisolaren Systems. Zur Kalenderfunktion, die jedoch nicht allgemein akzeptiert wird, siehe Berliner Goldhut.

## Fundort und Fundgeschichte

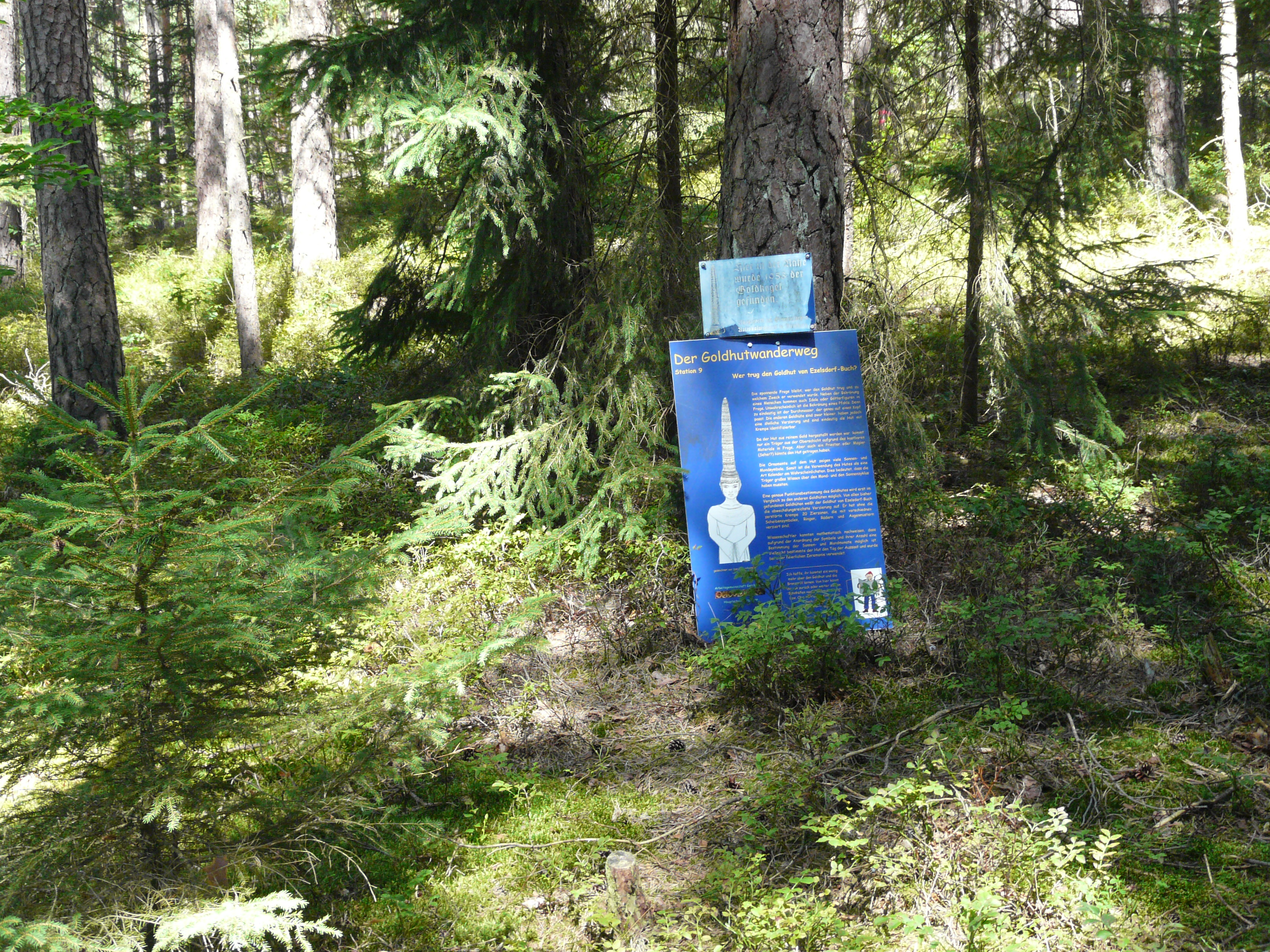
Fundstelle des Goldhutes

Der Ezelsdorfer Goldhut trat im Frühjahr 1953 als „bei der Arbeit hinderliches Blech“ direkt unter der Erdoberfläche in etwa 8 cm Tiefe zutage. Der Fundort liegt am Fuß des bewaldeten, 576 m hohen Brentenberges an der Gemarkungsgrenze zwischen den Orten Ezelsdorf und Buch in der Nähe von Neumarkt in der Oberpfalz. Die in der Literatur veröffentlichte Karte bezeichnet als genauen Fundort eine geografische Position am Fuße des Brentenbergs bei ca. 11°21'59 Ost, 49°19'38 Nord (WGS84).
Der goldene Hut wurde vom Finder, einem Arbeiter, völlig zerhackt und zur Seite geworfen. Die fragmentierten Blechteile wurden später ob ihrer goldschimmernden Färbung von der Frau des Arbeiters eingesammelt und einem Zahnarzt vorgelegt. Durch eine Schmelzprobe stellte sich heraus, dass das Blech aus gediegenem Gold bestand. Die Fundstücke wurden im Folgenden dem Germanischen Nationalmuseum Nürnberg angeboten, das den Fund als Gegenstück zum Goldenen Hut von Schifferstadt erkannte und ankaufte.
Bei einer Nachuntersuchung der Fundstelle durch das Germanische Nationalmuseum wurden weitere Bruchstücke des Fundes bis zu einer Tiefe von 80 cm entdeckt. Es stellte sich heraus, dass der Goldblechkegel dicht unter dem Waldhumus als Einzelstück ohne Beifunde in „reinem Sand“ vergraben worden war.
Dies ist insbesondere im Hinblick auf die planvolle, vermutlich aus kultischen Zwecken veranlasste Deponierung des Goldhutes im Erdboden im Vergleich mit den Fundumständen beim weitgehend erhaltenen Fund aus Schifferstadt von besonderer Bedeutung.
Die Lage des Fundstücks im Boden konnte nicht mehr rekonstruiert werden, doch wird vermutet, dass der Ezelsdorfer Goldhut – analog zum Goldenen Hut von Schifferstadt und wie beim Berliner Goldhut geschätzt – senkrecht im Boden stehend vergraben gewesen sein könnte.

## Herstellung
Der Goldhut von Ezelsdorf/Buch besteht aus einer Goldlegierung mit 88,3 % Au, 11 % Ag, 0,59 % Cu und 0,086 % Sn. Er wurde als Treibarbeit aus einem Stück und ohne Naht hergestellt.
Überträgt man das Goldgewicht des Hohlkegels unter Berücksichtigung der fehlenden Krempe in die Abmessungen eines quaderförmigen Goldbarrens, ergibt sich rechnerisch ein Goldklumpen von etwa Streichholzschachtelgröße als Ausgangsmaterial. Dieser Goldrohling wurde während des Bearbeitungsprozesses auf eine mittlere Wandstärke von 0,078 mm ausgeschmiedet.
Aufgrund der tribologischen Eigenschaften des Werkstoffes verfestigt sich das Material bei zunehmendem Umformungsgrad und neigt dann zur Rissbildung. Zur Vermeidung dieser Risse war eine besonders gleichmäßige Verformung beim Ausschmieden erforderlich. Darüber hinaus musste das Werkstück während des Herstellungsprozesses wiederholt bei mindestens 750 °C weichgeglüht werden.
Hierbei war wegen der niedrigen Schmelztemperatur der Goldlegierung (ca. 960 °C) eine recht genaue Temperaturkontrolle und eine isotherme Aufheizung des Bauteils nötig, um ein Aufschmelzen der Oberfläche zu verhindern. Für diesen Vorgang nutzte der bronzezeitliche Handwerker ein Holzkohlefeuer oder einen Ofen ähnlich den Brennöfen für Töpferwaren, deren Temperatur allerdings nur in Grenzen durch blasebalggestützte Zuführung von Sauerstoff kontrolliert werden konnte.
Berücksichtigt man die tribologischen Eigenheiten des verwendeten Werkstoffes und die bescheidenen technischen Mittel, stellt allein die Herstellung eines unverzierten Bauteils aus solch dünnem Goldblech bereits eine gewaltige handwerkliche Leistung dar.
Im Rahmen der weiteren Bearbeitung wurde der Goldhut von Ezelsdorf/Buch mit radial verlaufenden Ornamentbändern versehen. Dazu wurde der hohle Innenkörper vermutlich – ähnlich wie der Goldene Hut von Schifferstadt – zwecks Stabilisierung mit einem geeigneten Goldschmiedekitt auf Basis von Baumharz und Wachs gefüllt und das dünne Goldblech von außen durch wiederholtes Aufdrücken von insgesamt 21 verschiedenen Negativpunzen und dem Abrollen von sechs verschiedenen Rollpunzen in der vorliegenden Form strukturiert.

## Verbleib
Der Ezelsdorfer Goldhut befindet sich im Germanischen Nationalmuseum in Nürnberg. Er ist ein zentrales Kernstück der bronzezeitlichen Sammlung.

## Denkmal

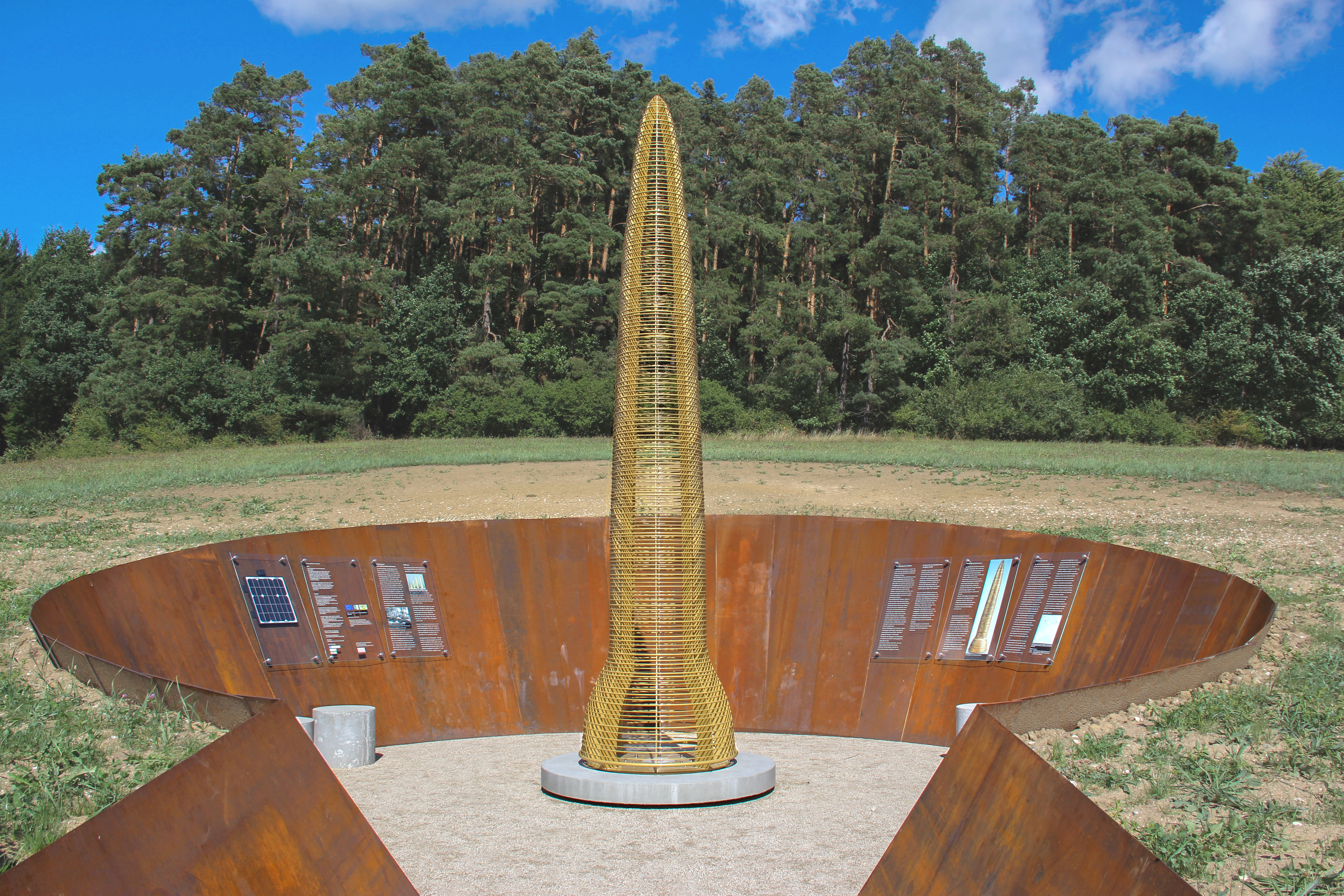
Goldkegelplatz

Im Frühjahr 2011 beschlossen die Gemeinden Postbauer-Heng und Burgthann, als Gemeinschaftsprojekt ein Denkmal nahe der Fundstelle des Goldhutes zu errichten. Das Denkmal wurde 2012 fertiggestellt und im August 2012 eingeweiht.